# Dassault nEUROn

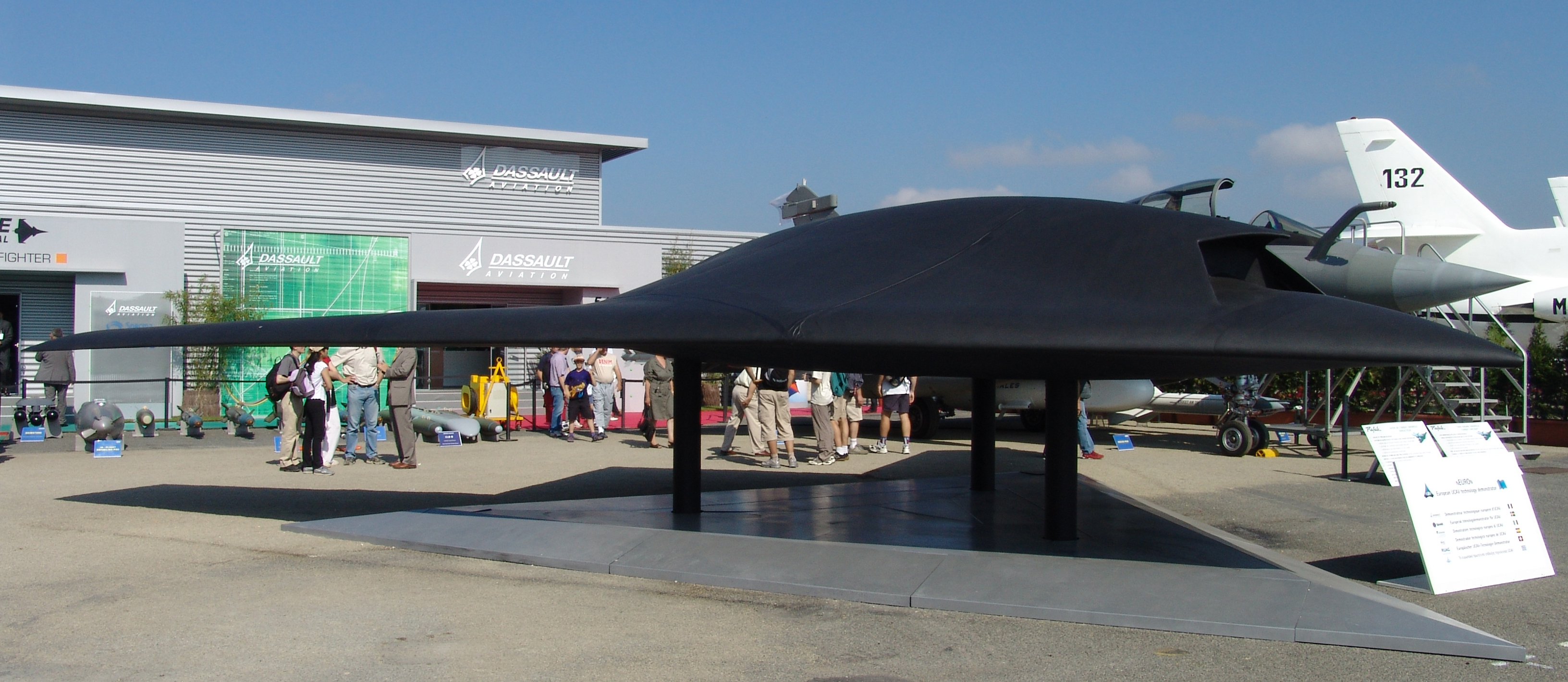
Макет, Париж, 2005 рік

Dassault nEUROn (фр. вимова: [daˈso]) — проєктований розвідувально-ударний БПЛА за схемою «літаюче крило». Розробляється компанією Dassault Aviation. У повному масштабі макет показали на Паризькому авіасалоні Show в 2005. У проєкт закладаються «стелс»-технології. На розробку виділено € 400 млн. Вартість апарата оцінюється до € 25 млн.

## Історія створення
Початок програми nEUROn можна простежити до прототипу «Petit Duc» розробки Dassault, який здійснив випробувальний політ в липні 2000 р., та БПЛА «Grand Duc», на розробку якого було виділено €300 млн в червні 2003 р. Разом із збільшенням частки міжнародної участі в проєкті «Grand Duc», його назву було змінено на nEUROn. Перший макет був продемонстрований в червні 2005 р. на Паризькому авіашоу, попри те, що формально проєкт розпочався лише в 2006 р. Його вартість зросла до €400 млн. В 2008 р. Dassault заявила, що nEUROn літатиме вже в наприкінці 2011 р., хоча в 2009 р. запланований перший політ був відкладений на 2012 р.
Розробка апарата почалася в 2007 р. Крім Dassault Aviation в проєкті також беруть участь шведська компанія Saab AB, італійська Alenia Aeronautica, грецька EAB, швейцарська RUAG, французька Thales та іспанська EADS-CASA.

## Цілі програми
Програма передбачає досягнення трьох основних цілей:
- Підтримка і розвиток навичок учасників європейських аерокосмічних компаній.
- Вивчення і перевірка технологій, які будуть необхідні до 2015 року для розробки наступного покоління бойових літаків.
- Перевірка інноваційного процесу співпраці шляхом створення європейської команди з виробників, що відповідатимуть за розробку наступного покоління бойових літаків.

## Льотні випробування
БПЛА nEUROn здійснив перший випробувальний політ 1 грудня 2012 на випробувальній базі в Істр компанії Dassault Aviation.
Польоти будуть відбуватися у Франції до 2014 року, після чого Dassault nEUROn будуть переміщені в Швецію на базу Відсель для експлуатаційних випробувань, а потім в Італію, на полігон Пердадесфогу для випробувань параметрів непомітності та вогневих можливостей.
БПЛА nEUROn випередив інший європейський прототип безпілотного літального апарата Тараніс розробки BAE Systems.

## ТТХ
1. Довжина: 9,5 м
2. Розмах крила: 12,5 м
3. Вага брутто: 6 000 кг
4. Швидкість 980 км/год
5. Стеля 14 000 м